# 成都市体育中心
成都市体育中心(せいとしすぽーつせんたー、簡体字中国語: 成都市体育中心, 英: Chengdu Sports Centre)は、中国・四川省成都市にある多目的スタジアムである。

## 概要
1991年に設立された。収容人数は42,000人。主にサッカーの試合で用いられる。プロサッカーとしては成都天誠足球倶楽部がホームスタジアムとして利用していたが、2015年1月に解散した。
2007年には2007 FIFA女子ワールドカップグループステージの会場に、2010年には2010 AFC女子アジアカップ決勝戦の会場となった。

## 交通アクセス
成都地下鉄1号線の騾馬市駅より徒歩3分。